# Aires Corpancho
Aires Corpancho (fl. XII-XIII secolo) è stato un trovatore, attivo, secondo lo studioso Manuel Rodrigues Lapa, al tempo di Alfonso X.
Il suo cognome Corpancho significa in castigliano corpo largo o grasso.